# Деснянський дуб
Десня́нський дуб — ботанічна пам'ятка природи місцевого значення в Україні. Розташована на території Пірнівської сільської громади Вишгородського району Київської області, на східній околиці села Пірнове.
Площа — 0,02 га, статус отриманий у 2016 році. Перебуває у віданні: Пірнівська сільська рада.
Цінний екземпляр годуба черешчатого віком бл. 300 років, який росте на березі річки Десна. На висоті 1,3 м стовбур дерева має в охопленні 5 м, висота дерева — 35 м.

## Галерея

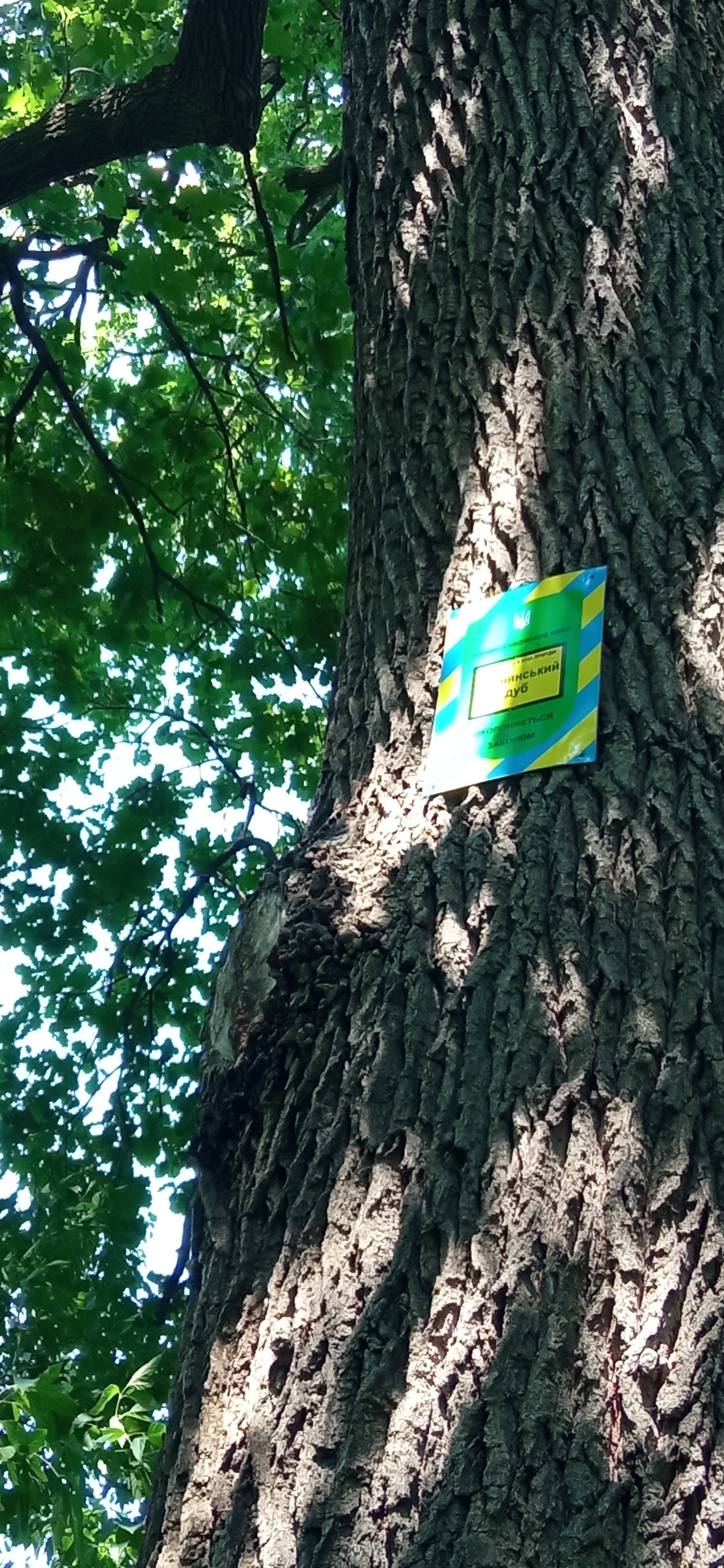
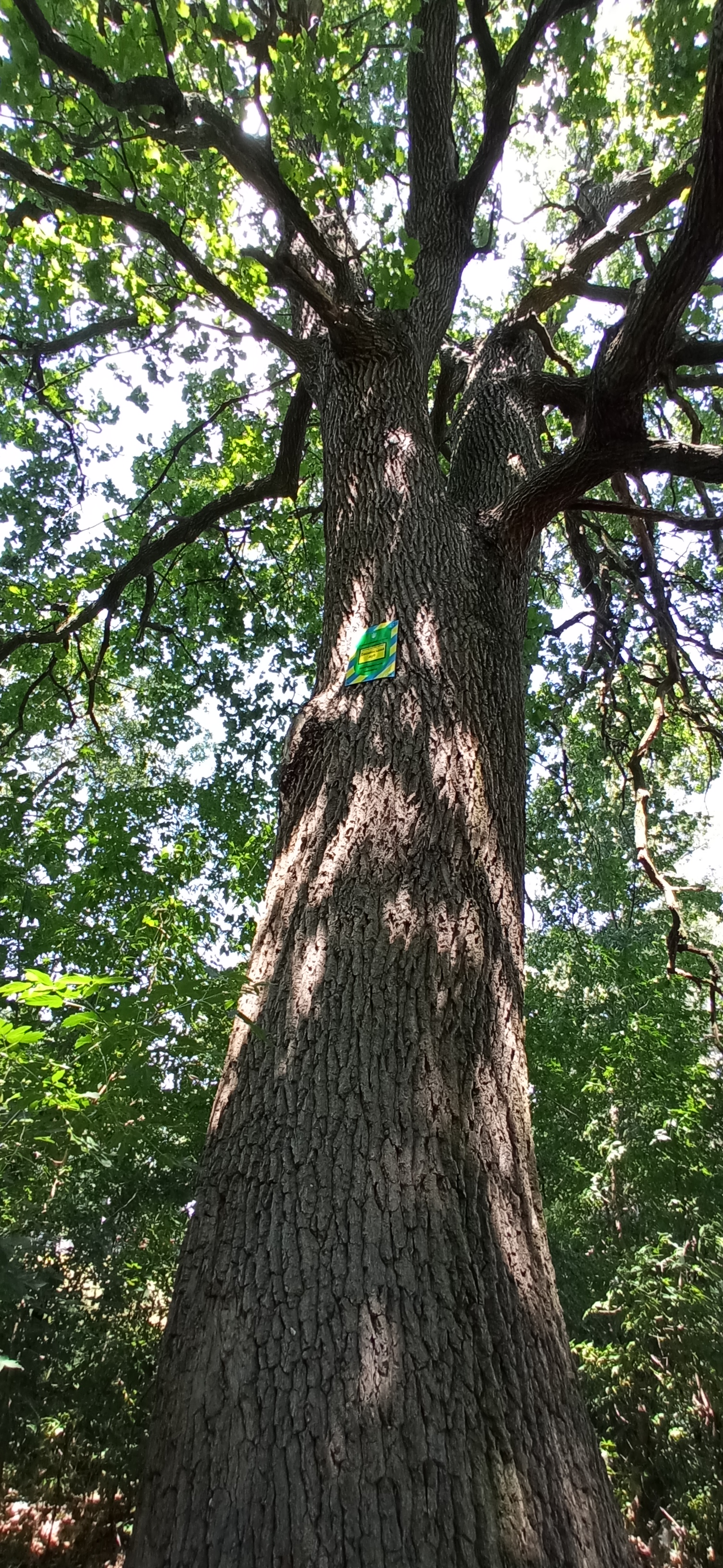
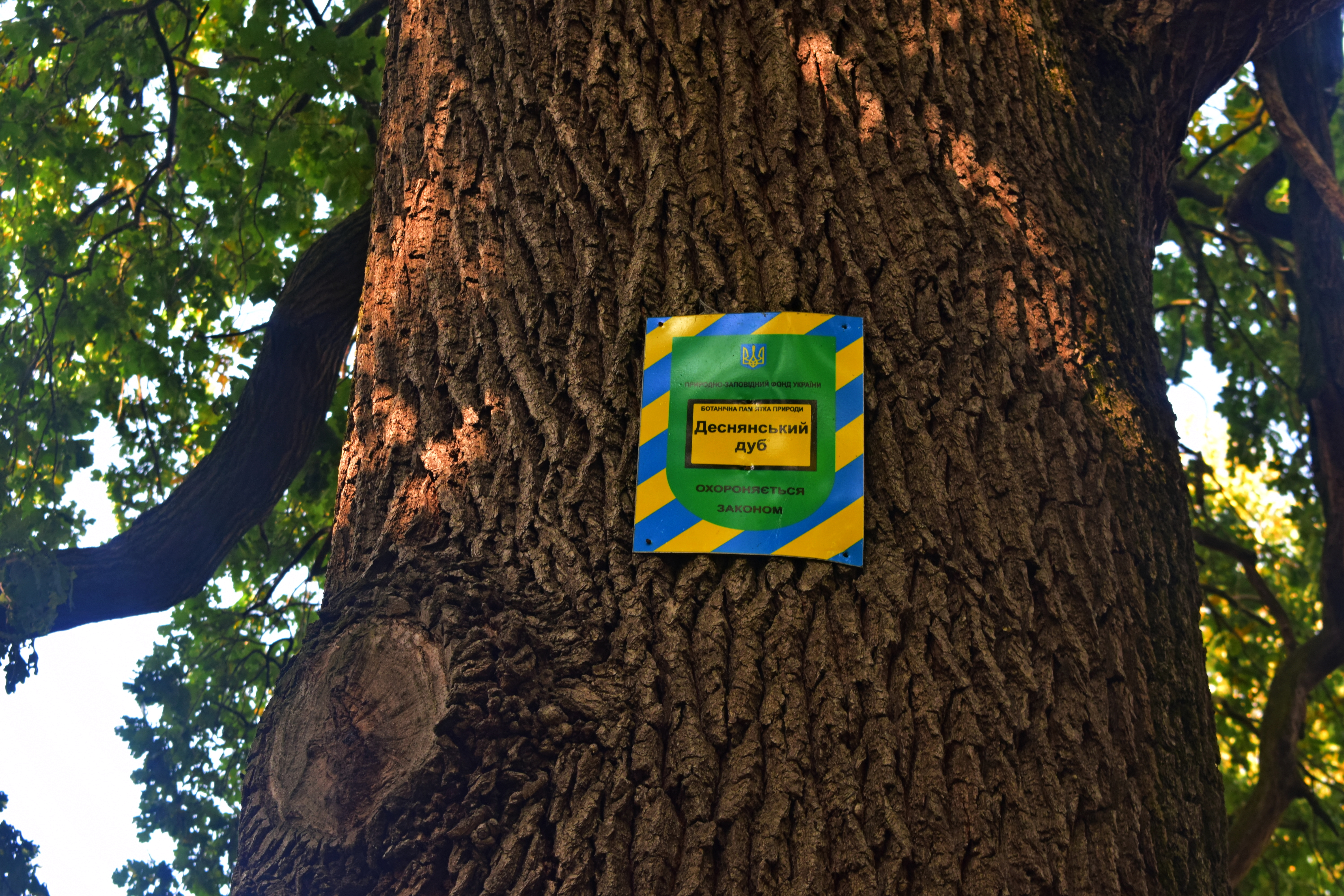
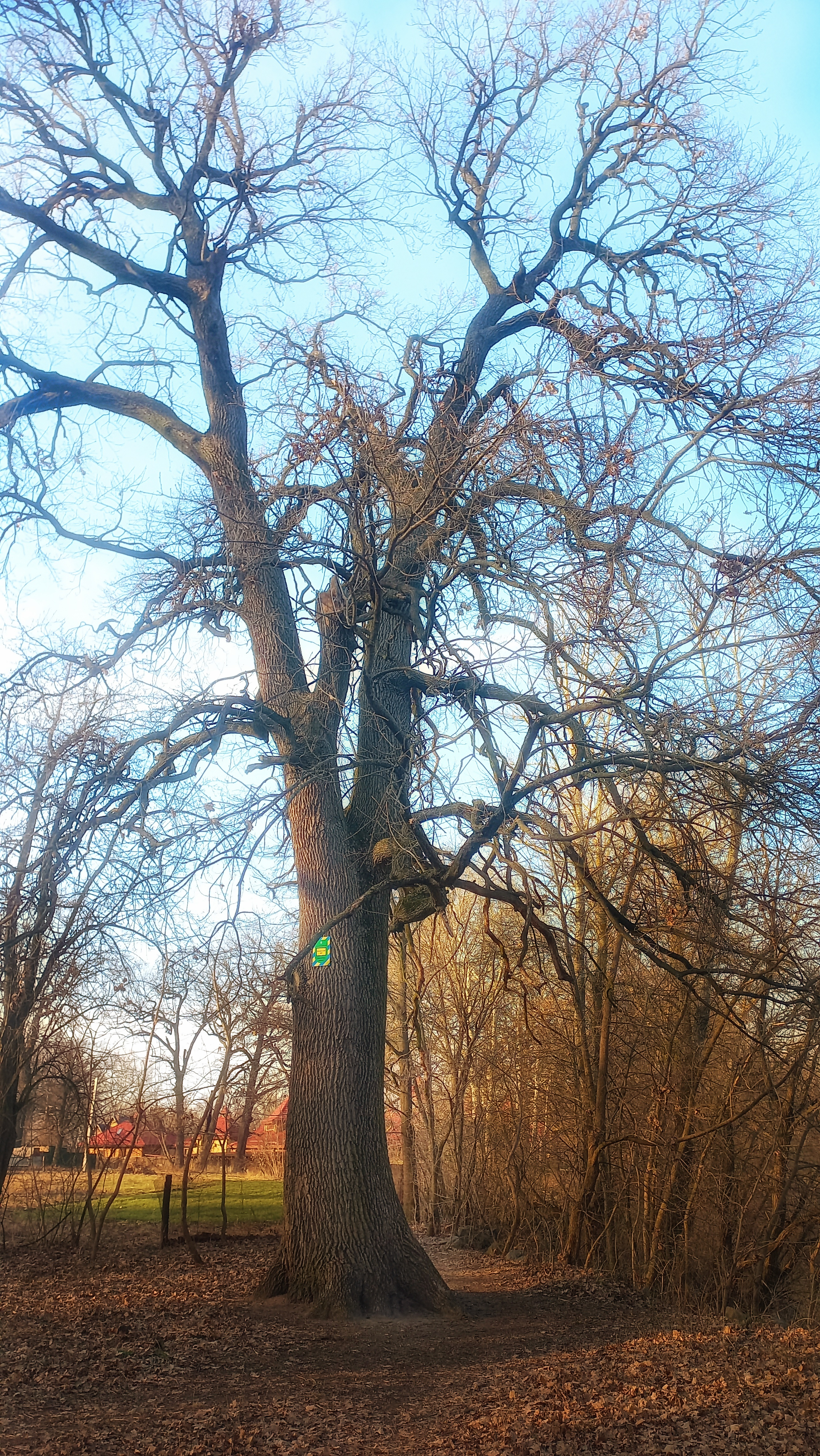
Деснянський Дуб